# الشامية (مكة)
الشامية، هي إحدى الحارات القديمة في مكة المكرمة، حيث يمتد تاريخها إلى خمسة قرون، وتقع شمال المسجد الحرام. نشأت الشامية عام 923هـ، إبّان الوجود العثماني في المنطقة، واختلف المؤرخين في سبب تسميتها، والشائع، أنها تعود لوقوعها في «شام الحرم» أي شماله، ومنهم من قال بسبب أن السوريون (الشوام) كانوا يعرضون منتجات بلادهم في هذا المكان. أزيلت الشامية ضمن أعمال توسعة المسجد الحرام عام 1429هـ.

## مناطقها
- باب الباسطية
- باب العتيق
- باب القطبي
- باب الزيادة
- باب الدريبة
- مطلع جبل هندي
- مطلع القرارة (من ناحية سويقة)
- ناحية قهوة القبو
- ناحية زقاق العجيمى
- وسط المحلة
- أعلى الجبل من ناحية القلعة
- طلعة الجبل من ناحية الشمال

## آثار الشامية
تعتبر قلعة جبل هندي بالشامية من أبرز الأثار، وقد بُنيت القلعة على رأس الجبل الذي يُدعى جبل هندي بأمرٍ من الشريف غالب حتى يتخذها حصناً له في سنة 27/ 7 /1221هـ، وقد زينها عثمان نوري باشا حين أُلحق بها الخراب في سنة 1300هـ، وقد أسس الشريف الحسين بن علي في هذه القلعة مدرستين الراقية والعالية في سنة 1335هـ، وفي عام 1358هـ انتقلت إليها من القشاشية مدرسة تحضير البعثات والمعهد العلمي السعودي، ثم ظلت خالية إلى سنة 1374هـ، وأقيم مكانها مبنى الإذاعة السعودية، ثم مدرسة عرفات المتوسطة.

## مشروع تطوير الشامية
مشروع تطوير منطقة الشامية هو مشروع استثماري يقام حالياً في حي الشامية بمكة المكرمة، يهدف هذا المشروع إلى تطوير بيئة عمرانية تتناسب مع طبيعة المسجد الحرام، التكامل مع المخطط الهيكلي لتطوير المنطقة المركزية لمكة المكرمة، وإعادة هيكلة شبكة الطرق بغرض توسيع ساحات الحرم الشريف لاستيعاب أكبر عدد من المصلين وتأمين السلامة العامة للمقيمين والزائرين عن طريق فصل حركة المشاة عن حركة السيارات، خروج آمن وسريع لحشود الحجاج من الجهة الشمالية للحرم. والتخفيف من ضغط التطوير العمراني في المنطقة الواقعة على حدود الحرم الشريف مباشرة. وربط المناطق الداخلية من الشامية بفوائد التطوير العمراني، وتوزيع القيمة العقارية لعملية التطوير. ويهدف المشروع كذلك إلى توسعة ساحات الحرم الشريف من جهة الشمال وشمال غرب بمعدل عمق 120 مترا، مع مراعاة حدود الأراضي والأبنية، وشبكة الطرق، والتضاريس الطبيعية للموقع تجنبا لأي انحدارات حادة. تصميم الساحات الداخلية في الشامية بشكل يتكامل مع ساحات الحرم الشريف لجهة مراعاة اتجاه القبلة وتأمين الاتصال البصري بالحرم لتأمين إمكانية إقامة الصلاة فيها.

## انظر ايضاً
- مكة المكرمة
- حارة أجياد

## وصلات خارجية
- حارة الشامية تاريخ يمتد إلى خمسة قرون.